# Râul Vacii Rele
Râul Vacii Rele este un curs de apă, afluent al Râmnicului Sărat. 